# Bataille de Corregidor (1945)
Pour la bataille de 1941-1942, voir Bataille de Corregidor.
Seconde Guerre mondiale
Batailles
Campagne des Philippines
- Formose
- Leyte
- Golfe de Leyte
- Baie d'Ormoc
- Mindoro
- Maguindanao
- Golfe de Lingayen
- Luçon
- Col de Bessang
- Raid de Cabanatuan
- Bataan (1945)
- Manille (1945)
- Corregidor (1945)
- Baguio (1945)
- Raid de Los Baños
- Visayas
- Palawan
- Mindanao
- Jolo
- Davao
- Raid en mer de Chine méridionale

La bataille pour la reconquête de Corregidor (philippin : Labanan para sa Corregidor) est une bataille de la guerre du Pacifique ayant eu lieu du 16 au 26 février 1945 durant la campagne des Philippines. Elle opposa les forces américaines à la garnison japonaise recluse dans les forteresses de l'île, ceux-ci ayant capturé le bastion de l'USAFFE lors de leur invasion en 1942.

## Contexte

### Stratégie de reprise de l'île
MacArthur optait pour une stratégie d'attaque combinée amphibie et aéroportée — parmi les plus difficiles de toutes les manœuvres militaires modernes — afin de reconquérir l'île. Bien que ce plan d’action particulier ait été utilisé à bon escient lors du débarquement de Luçon, la phase aéroportée était risquée. À cause de sa petitesse, à peine plus de cinq milles carrés, l'île en forme de têtard constituait une cible difficile pour une chute en parachute.
Pour ne rien arranger, il a été demandé aux parachutistes d’atterrir sur une colline connue sous le nom de « Topside », le principal relief dominant de l’île. Malgré de nombreuses hésitations face à la stratégie à adopter, le personnel de MacArthur n'eut d'autre choix d'accepter cette proposition face au manque de solution alternative. Ils misent également sur l'effet de surprise, les Japonais ne s'attendant certainement pas à ce type d'invasion aérienne sur une zone aussi improbable.
Les honneurs pour la reconquête du Rocher ont été attribués au lieutenant-colonel George M. Jones du 503e régiment de parachutistes (Parachute Regimental Combat Team, et à des éléments de la 24e division d'infanterie (Infantry Division) du général de division Roscoe B. Woodruff, qui ont participé à la capture de l'île de Mindoro. Le 503e PRCT comprenait le 503e régiment d’infanterie de parachutistes (Parachute Infantry Regiment), du comté C, le 161e bataillon de génie aéroporté (Airborne Engineer Battalion), ainsi que des éléments du 462e bataillon de parachutistes d’artillerie de campagne (Parachute Field Artillery Battalion), équipés d'obusiers de 75 mm. Les hommes ont été acheminés par avion C-47 du 317e groupe de transport (Troop Carrier Group). L’assaut amphibie a été confié au 3e bataillon et au 34e régiment d’infanterie (Infantry Regiment), acheminés par des péniches de débarquement mécanisées (LCM) du 592e régiment d’embarcations et de navires du génie (Engineer Boat and Shore Regiment),.

## Déroulement

### Bombardements
Le 23 janvier 1945, les bombardements aériens visant à assouplir les défenses de Corregidor débutent. Les frappes quotidiennes de bombardiers lourds de l'armée de l'air américaine (USAAF) se sont poursuivies jusqu'au 16 février ; 540 tonnes seront larguées. Les chiffres estimés depuis le début de la campagne de bombardement en date du 24 février indiquaient 2 028 sorties effectives, pour 2 869 tonnes de bombes larguées sur l'île.
À compter du 13 février, la marine participe aux bombardements. Croiseurs et destroyers pilonnent le rivage et effectuent des bombardements sporadiques contre l'artillerie côtière japonaise, des mouilleurs de mines étant déployés autour de l'île le lendemain. Le pilonnage intense de l'île par la marine dura trois jours.
Le 14 février, l'USS Fletcher fut touché par un obus ennemi alors qu’il assistait à des opérations de déminage. Le chauffeur de 1re classe Elmer Charles Bigelow lutta contre l'incendie, contribuant grandement à sauver son navire, mais fut gravement blessé et mourut le lendemain. Pour sa valeur et son sacrifice, il reçut la médaille d'honneur.
Au matin du 16 février, pendant une heure, des B-24 bombardèrent à basse altitude l'île, et plusieurs Douglas A-20 mitraillèrent les défenses japonaises.

### Parachutage sur le «Topside»
Le 16 février, à 8 h 33, avec trois minutes de retard sur l'heure prévue, et confrontés à des vents de 16 à 18 nœuds sur les zones de largage, les mille soldats du 503e PRCT basé à Mindoro commencèrent à sauter des C-47 de la 13e Air Force. Seuls quelques défenseurs japonais, vestiges du groupe Kembu du major-général Rikichi Tsukada, faisaient face dans les deux minuscules zones de contrôle des hauteurs occidentales du « Topside ». Aucun soldat ne s'est noyé, bien que certains, incapables de gravir les falaises à travers un territoire hostile ou tombés près des rochers, aient été secourus près de Wheeler Point.

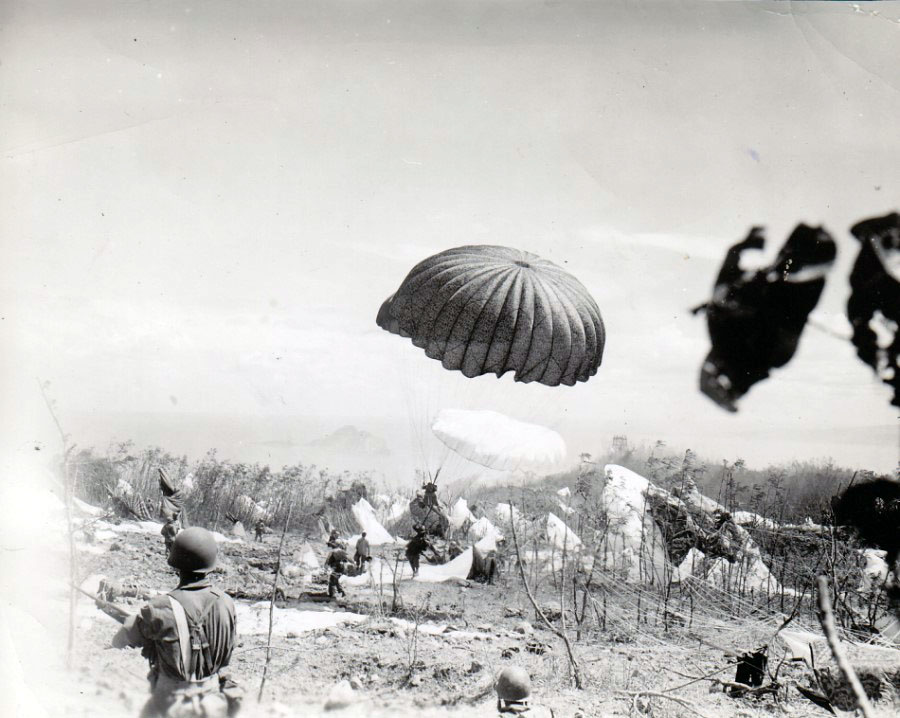
Des parachutistes du PRCT arrivent sur Corregidor, le 16 février 1945.

En dépit de l'intense bombardement aérien et naval de Corregidor, qui a quelque peu ébranlé les défenses japonaises, celles-ci se sont rassemblées avec vigueur, et de violents combats éclatent quasi-immédiatement. À un moment donné, les forces japonaises menacèrent d'introduire un saillant dans la faible emprise des parachutistes sur le « Topside ».
Parachutistes et fantassins menèrent une bataille tenace contre l'ennemi bien enterré et déterminé. Le soldat Lloyd G. McCarter, un éclaireur attaché à la 503e lors du premier débarquement du 16 février, franchit 27 mètres de terrain à découvert sous un tir intense, et parvint à faire taire une mitrailleuse avec des grenades à main. Les jours suivants, il infligea de lourdes pertes aux Japonais, mais fut grièvement blessé. McCarter reçut la médaille d'honneur.

### Bataille du PointBanzai
La bataille la plus féroce pour reconquérir Corregidor a eu lieu à Wheeler Point dans la nuit du 18 février et tôt le lendemain matin, lorsque les compagnie D et F, du 2e bataillon du 503e PRCT s'installèrent dans des positions défensives près de Battery Hearn et Cheney Trail. À 22 h 30, sous une nuit noire et sans lune, 500 marines japonais contre-attaquèrent depuis l'arsenal de Battery Smith et chargèrent les positions américaines et philippines. La compagnie F mit fin aux attaques japonaises qui tentaient de percer au sud.
Outre les fusées éclairantes tirées toute la nuit par les navires de guerre ancrés au large, la bataille de trois heures a été remportée par les armes des 50 parachutistes déployés contre la Force de débarquement spéciale japonaise, une des meilleures unités parmi les combattants de l'empire. Face à la confusion de la bataille et aux soldats éparpillés, quelques hommes de la compagnie n'ont pas été impliqués dans l'affrontement avec les Japonais, qui comptent 250 tués dans la zone de Cheney Trail. Coté américain, la compagnie F compte 14 morts et 15 blessés. Ce fut la première attaque significative des Japonais sur Corregidor. Les historiens officiels de la 503e appelèrent Wheeler Point le « Point Banzai ».

### Capture de la colline de Malinta

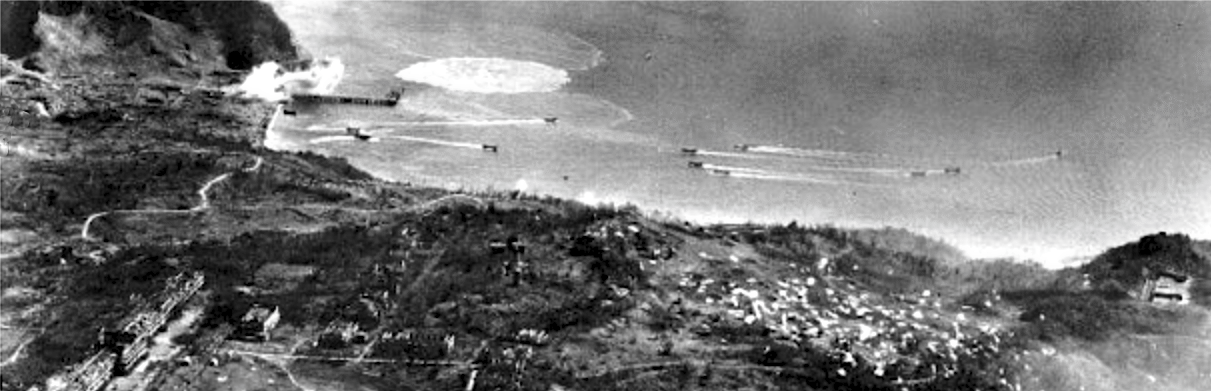
Le 34e infanterie débarquant à San Jose Point.

En coordination avec l’atterrissage des parachutistes du 503e sur le « Topside », la première vague du 3e bataillon du lieutenant-colonel Edward M. Postlethwait du 34e régiment d'infanterie de la 24e division d'infanterie (sous-colonel Aubrey S. « Red » Newman ) débarque et établit une tête de pont à la pointe San José, à l’extrémité est de Corregidor, appelée « Black Beach ». Les vagues de troupes qui suivirent ont essuyé le choc de la défense japonaise réorganisée à la hâte, et plusieurs péniches de débarquement et fantassins ont été victimes de mines. Le bataillon est parvenu à avancer à l'intérieur des terres contre une résistance sporadique, principalement de groupes sortant des passages souterrains de l'île pour contourner les troupes américaines en progression.
Deux unités du 3e bataillon — les compagnies K et L sous les commandements des capitaines Frank Centanni et Lewis F. Stearns — ont réussi à sécuriser la route et les entrées nord et sud de Malinta Hill, tandis que la compagnie A du capitaine Gilbert Heaberlin s'est installée près de la ligne de front. La compagnie I, sous les ordres du premier-lieutenant Paul Cain, occupe le North Dock et surveille le port. Les Américains avaient l'intention de fixer les troupes japonaises à l’intérieur des tunnels pendant que d’autres unités se rendraient dans les terres, accompagnées de chars et de lance-flammes ; armes qui dévastèrent les fortins et les tunnels dans les zones environnantes détenus par les Japonais. Pendant huit jours consécutifs, jusqu’au 23 février, ces unités mirent fin aux charges successives de banzai, d’attaques au mortier et à celle d'une brigade-suicide composée de soldats armés d’explosifs attachés au corps ; plus de 300 Japonais y laissèrent la vie.
Le 21 février à 21 h 30, près de Malinta Hill, quelques dizaines de survivants japonais furent tués en attaquant les positions américaines à la suite d'une grande explosion ; une attaque similaire se reproduisit deux nuits plus tard. Par la suite, des troupes du génie américain déversèrent et enflammèrent de grandes quantités d’essence dans les tunnels. L'absence d'activité japonaise par la suite laisse supposer que la garnison japonaise a été exterminée.
Il n'y eut plus d'attaques japonaises organisées pendant le reste de la bataille. Seules des zones isolées de résistance continuèrent à se battre jusqu'au 26 février, date à laquelle Corregidor fut proclamée en état de sécurité.

## Conséquences
Un grand nombre de troupes japonaises se sont noyées alors qu'elles tentaient de nager loin du Rocher. Nombre d'entre eux, estimés par milliers, se sont enfermés dans les nombreux passages souterrains de l'île. Conformément à la philosophie de Bushidō, les défenseurs, cachés dans des grottes et des tunnels comme ceux de Malinta Hill, ont préféré se suicider plutôt que de se rendre. Pendant des jours, le Corregidor a résonné de nombreuses explosions souterraines.
Très peu de soldats japonais ont été capturés. Pendant les recherches, un char M4 Sherman a tiré un obus dans un tunnel scellé soupçonné d’héberger des soldats japonais, mais qui contenait à la place des tonnes de munitions stockées. L’explosion qui suivit propulsa le blindé de 27 tonnes sur plusieurs dizaines de mètres, tuant son équipage et 48 soldats américains à proximité, et en blessant plus de 100 autres dans les environs immédiats.
Le 1er mars, malgré le bastion insulaire dévasté, son port est officiellement ouvert à la navigation alliée. Six jours plus tard, le 7 mars, le général MacArthur revient dans la forteresse de l'île qu'il avait été contraint de quitter trois ans auparavant. « Je vois que l’ancien mât est toujours debout. Demandez à vos troupes de hisser nos couleurs au plus haut et de ne plus jamais laisser l'ennemi nous l'enlever » a-t-il dit lors de la cérémonie de relèvement du Stars and Stripes.
L’assaut américain parfaitement coordonné visant à reprendre Corregidor coûte à la 503e TDP 169 hommes, tandis que 531 sont blessés. Le 34e régiment d'infanterie compte 38 morts et 153 blessés. Au total, le 503e PRCT, sur les 2 065 hommes que compte le régiment, environ 280 ont été tués ou grièvement blessés. Trois hommes ont eu des problèmes de parachute et deux autres entrés en collision avec des bâtiments sont décédés. Huit hommes ont été tués soit dans les airs, soit avant de pouvoir se libérer de leur goulotte, 50 autres ont été blessés dans les airs ou à l’atterrissage. Plusieurs hommes sont portés disparus au combat.
Des sources japonaises ont estimé qu'environ 6 700 Japonais étaient présents sur l'île lorsque le 503e PRCT et le 34e régiment d’infanterie ont débarqué, dont seulement 50 ont survécu. 19 autres ont été faits prisonniers et 20 se sont rendus après la guerre, le 1er janvier 1946.

## Postérité

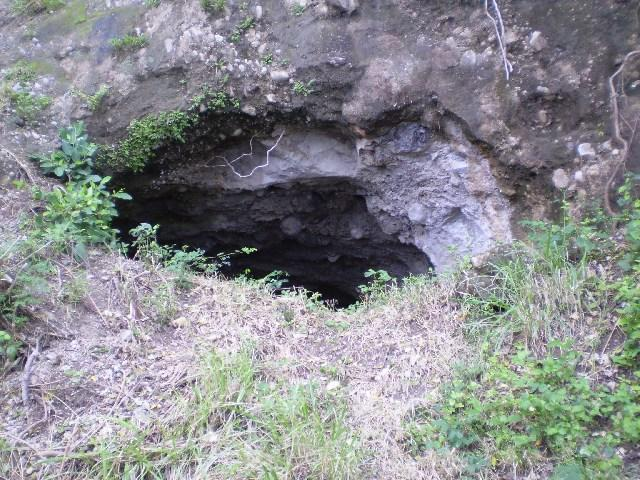
Restes d'une grotte japonaise.

Corregidor est aujourd'hui une destination touristique de choix aux Philippines. Au fil des ans, la plupart des pièces d'artillerie décrépites et des sites de batailles sur l'île ont été restaurés en tant que points de repère historiques importants.